# Fenna Ramos
Fenna Ramos (Rotterdam, 7 september 1991) is een Nederlandse zangeres, actrice en presentatrice. Ze volgde een musicalopleiding en speelt als actrice in verschillende producties. In 2018 maakte Ramos haar debuut als tv-presentatrice voor NPO Zappelin.

## Biografie en carrière
Ramos werd geboren in Rotterdam en ging naar de havo in Duiven. Ze studeerde aan de Academie voor Muziek- en Musicaltheater in Tilburg en het Complete Vocal Institute in Kopenhagen. Daarna werkte ze een jaar bij Celebrity Cruises in Miami als leadvocalist op een cruiseschip.
Eenmaal terug in Nederland ging Ramos aan de slag als actrice. Bij faaam (film actors academy Amsterdam) liet ze zich bijscholen in filmacteren. In 2017 speelde ze de rol van Esmee in de film Misfit. Ook in Misfit 2 (2019), Misfit 3 (2020) en in de serie Misfit (2021), een spin-off op Netflix, nam ze de rol voor haar rekening. Ook tekende ze voor het personage van Ingrid Jagtman in Goede tijden, slechte tijden en van Ramona in De slet van 6vwo. In 2022 was ze te zien naast Stijn Fransen in de bioscoopfilm Hart op de juiste plek.
In 2018 volgde Ramos' debuut als presentatrice. Ze volgde Nienke van den Berg op als gezicht van NPO Zappelin. Datzelfde jaar werd Ramos verslaggever in het Sinterklaasjournaal. In 2021 presenteerde ze, samen met Koos van Plateringen, de openingsceremonie van het Eurovisiesongfestival.
In 2024 was Ramos te zien als secret singer in het televisieprogramma Secret Duets. In datzelfde jaar deed ze samen met Bruno Prent mee aan het televisieprogramma Say Whut!?. Ook deed Ramos in 2024 mee aan het televisieprogramma Het perfecte plaatje. In 2025 deed Ramos mee aan het Videoland-programma Shaolin Heroes.
Op 30 juli 2025 maakte AVROTROS bekend afscheid te nemen van Ramos vanwege beschuldigingen van wangedrag. Ze zou tijdens de theatertour van haar kinderprogramma Zin in Zappelin divagedrag hebben vertoond, hebben geschreeuwd en mensen hebben gekleineerd.

## Filmografie
| Jaar | Titel                                                | Rol              | Type productie |
| ---- | ---------------------------------------------------- | ---------------- | -------------- |
| 2017 | Misfit                                               | Esmee Jongbloets | bioscoopfilm   |
| 2017 | Goede tijden, slechte tijden                         | Ingrid Jagtman   | soapserie      |
| 2017 | De slet van 6vwo                                     | Ramona           | internetserie  |
| 2018 | Sinterklaasjournaal                                  | verslaggeefster  | jeugdprogramma |
| 2019 | Misfit 2                                             | Esmee Jongbloets | bioscoopfilm   |
| 2020 | Ron & Riet vertrekken niet                           | Delilah          | komische serie |
| 2020 | K3: Dans van de farao                                | journaliste      | bioscoopfilm   |
| 2020 | Misfit 3: De Finale                                  | Esmee Jongbloets | bioscoopfilm   |
| 2021 | Misfit                                               | Esmee Jongbloets | jeugdserie     |
| 2022 | Hart op de juiste plek                               | Rebecca          | bioscoopfilm   |
| 2022 | Misfit: De Switch                                    | Esmee Jongbloets | bioscoopfilm   |
| 2023 | Oei, ik groei!                                       | Hester           | Netflix-film   |
| 2023 | De Grote Sinterklaasfilm en de strijd om pakjesavond | zichzelf         | bioscoopfilm   |